# Parafia Ewangelicko-Augsburska w Czerwionce-Leszczynach
Parafia Ewangelicko-Augsburska w Czerwionce – parafia Kościoła Ewangelicko-Augsburskiego w RP, diecezji katowickiej.

## Historia
Pierwsze nabożeństwo ewangelickie odprawiono w Czerwionce 19 listopada 1902 r. w noclegowni ("Schlafhaus") kopalni Dębieńsko. Wkrótce jednak nabożeństwa przeniesiono do szkoły ludowej, gdzie były odprawiane również nabożeństwa katolickie.
W lipcu 1926 r. ewangelicy w Czerwionce, podlegający administracyjnie pod parafię w Rybniku, otrzymali do dyspozycji mały kościółek zbudowany na terenie KWK Dębieńsko przez Zarząd Wspólnoty Interesów. Wkrótce zrodziło się tam bardzo ożywione życie religijne. Przyczyniło się do tego w olbrzymim stopniu świadome uczestnictwo w życiu parafialnym wielu urzędników z kopalni węgla kamiennego Dębieńsko, a w szczególności osoba dyrektora Pritze.
Nieporozumienia na tle narodowo-językowym doprowadziły do poważnej zmiany w młodej parafii. Trzeba bowiem podkreślić, że po przyłączeniu Górnego Śląska do Polski nie zmieniło się dotychczasowe kierownictwo Kościoła, które było zarówno pod względem narodowościowym jak i językowym – niemieckie. Ludność ewangelicka deklarowała przynależność narodową: polską i niemiecką. W związku z tym, na zebraniu parafialnym 1 listopada 1934 r. większość obecnych postanowiła odłączyć się od parafii w Rybniku i powołać dla Czerwionki własnego duszpasterza Polaka w osobie ks. Zygmunta Kuźwy. Powyższa decyzja nie oznaczała jednak zerwania więzów z Kościołem ewangelicko-unijnym. Bardzo wyraźnie deklarowano pozostanie przy dotychczasowej strukturze Kościoła. Dnia 2 kwietnia 1935 r. zwierzchnik Kościoła unijnego ks. H. Voss zgodził się na to, że ks. Zygmunt Kuźwa będzie odprawiał nabożeństwa w języku polskim w Czerwionce. Odtąd nabożeństwa odbywały się regularnie, co niedzielę. Polskie nabożeństwa w Czerwionce odprawiali też: ks. Ryszard Danielczyk i ks. Robert Fiszkal. Parafia liczyła wówczas około 300 dusz, w tym około 40 dzieci w wieku szkolnym. Działał także Związek Młodzieży i Towarzystwo Polaków Ewangelików. Pozostała część parafian, optująca za językiem niemieckim, jeździła na nabożeństwa do Rybnika. Dla tej części parafian na terenie Czerwionki prowadzono odwiedziny domowe oraz godziny biblijne, które odbywały się w domu stróża kopalnianego. Taki stan utrzymywał się do roku 1939.
W okresie wojennym służbę duszpasterską sprawował ks. Christian Schwencker.
Po II wojnie światowej długoletnim duszpasterzem był ks. Edward Romański z Rybnika (przez krótki okres także ks. Jan Karpecki).
W lipcu 1953 roku wizytacji stacji kaznodziejskiej w Czerwionce dokonał ks. biskup Karol Kotula.
Po śmierci księdza Romańskiego w roku 1984, nowym administratorem został ks. Piotr Mendroch (1985–1988), a następnie przez rok służbę duszpasterską sprawował ks. Waldemar Szajthauer. Kolejnym duszpasterzem był ks. Zbigniew Kowalczyk (1989-1995). Od stycznia 1996 r. duszpasterstwo parafii w Czerwionce powierzono ks. Henrykowi Reske.
Od początku swego istnienia aż do roku 1995 parafia była administrowana przez księży z Rybnika. Natomiast od stycznia 1996 roku Konsystorz Kościoła stworzył nowy układ administracyjny, w wyniku którego parafia w Czerwionce obsługiwana jest przez proboszcza z Orzesza. Dotychczas również parafia w Orzeszu nie posiadała swojego proboszcza, który zamieszkiwałby na miejscu, lecz była obsługiwana przez księży z Mikołowa.

## Kościół ewangelicki w Czerwionce
Mały kościółek zbudowany na terenie kopalni Dębieńsko przez Zarząd Wspólnoty Interesów przekazany został ewangelikom w Czerwionce (podlegającym administracyjnie pod parafię w Rybniku) w lipcu 1926 roku.
W 1996 roku przeprowadzono uwłaszczenie kościoła na rzecz parafii, gdyż dotychczas był on formalnie własnością Skarbu Państwa. W roku 1998 dokonano kapitalnego remontu kościoła, łącznie z przebudową jego wnętrza według projektu Wandy i Edwarda Kryjak z Tych. Nowymi elementami wystroju kościoła stały się: witraż symbolizujący Ducha Świętego (wyk. Dariusz Plinta z Mikołowa) oraz zabytkowy krzyż z 1858 roku, pochodzący z pierwszego ołtarza kościoła Zmartwychwstania Pańskiego w Katowicach, do którego nową figurę Chrystusa wyrzeźbił Wojciech Swoboda z Tychów.

## Duszpasterze parafii
- ks. Paul Reinhold (1902-1926)
- ks. Christian Schwencker (1926-1934)
- ks. Zygmunt Kuźwa (1934-1936)[1]
- ks. Heinrich Gerhardt (1939-1941)
- ks. Christian Schwencker (1942-1945)
- ks. Jan Karpecki (1945)
- ks. radca Edward Romański (1945-1984)
- ks. Piotr Mendroch (1985-1988)
- ks. Waldemar Szajthauer (1988-1989)
- ks. Zbigniew Kowalczyk (1989-1995)
- ks. Henryk Reske (od 1996)